# WTA Deerfield Beach
Das WTA Deerfield Beach (offiziell: Lyndy Carter/Maybelline Classic) ist ein ehemaliges Damen-Tennisturnier der WTA Tour, das in der Stadt Deerfield Beach, Vereinigte Staaten, ausgetragen wurde.

## Siegerliste

### Einzel
| Jahr | Siegerin          | Finalgegnerin  | Ergebnis      |
| ---- | ----------------- | -------------- | ------------- |
| 1980 | Chris Evert-Lloyd | Andrea Jaeger  | 6:4, 6:1      |
| 1981 | Chris Evert-Lloyd | Andrea Jaeger  | 4:6, 6:3, 6:0 |
| 1982 | Chris Evert-Lloyd | Andrea Jaeger  | 6:1, 6:1      |
| 1983 | Chris Evert-Lloyd | Bonnie Gadusek | 6:0, 6:4      |

### Doppel
| Jahr | Siegerinnen                    | Finalgegnerinnen                   | Ergebnis      |
| ---- | ------------------------------ | ---------------------------------- | ------------- |
| 1980 | Andrea Jaeger Regina Maršíková | Martina Navratilova Candy Reynolds | 1:6, 6:1, 6:2 |
| 1981 | Mary-Lou Piatek Wendy White    | Pam Shriver Paula Smith            | 6:1, 3:6, 7:5 |
| 1982 | Barbara Potter Sharon Walsh    | Rosie Casals Wendy Turnbull        | 7:6, 7:6      |
| 1983 | Bonnie Gadusek Wendy White     | Pam Casale Mary-Lou Piatek         | 6:1, 3:6, 6:3 |